# Paul Biya
Paul Biya (n. 13 februarie 1933) este, din 6 noiembrie 1982, președintele Camerunului. Paul Biya s-a născut la Mvomeka'a, cu numele de Paul Biya’a Bi Mvondo. A studiat la Institutul de Studii Economice din Paris obținând în 1961 o diplomă în Relații Internaționale. Cariera politică și-a început-o pe timpul președintelui Ahmadou Ahidjo, servind ca prim-ministru a țării în perioada 1975-1982.
1. ↑  Paul Biya, SNAC, accesat în 9 octombrie 2017
2. ↑  Paul Biya, Munzinger Personen, accesat în 9 octombrie 2017
3. ↑  Paul Biya, Brockhaus Enzyklopädie
4. ↑   https://www.prc.cm/fr/le-president/biographie Lipsește sau este vid: |title= (ajutor)
5. ↑  Autoritatea BnF, accesat în 10 octombrie 2015